# Apache NiFi
NiFi est un logiciel libre de gestion de flux de données. Il permet de gérer et d'automatiser des flux de données entre plusieurs systèmes informatiques, à partir d'une interface web et dans un environnement distribué.

## Historique
Le logiciel est initialement un projet interne de la National Security Agency (NSA), débuté en 2006 et nommé Niagarafiles. Son développement est alors assuré par l'entreprise Onyara.
En novembre 2014, la NSA libère le projet dans le cadre de son programme de transfert de technologies et le confie à l'incubateur de la fondation Apache.
En juillet 2015, NiFi devient un des projets de premier niveau de la fondation Apache.
En 2016, NiFi est en développement actif au sein de la fondation Apache et plusieurs versions du logiciel ont été publiées.

## Sous projet Apache NiFi
- Apache NiFi Registry
- MiNiFi
- Flow Design System (FDS)